# Százhalombatta
Százhalombatta város a budapesti agglomerációban, Pest vármegyében, az Érdi járásban, annak második legnépesebb települése Érd után.

## Fekvése
Százhalombatta Budapesttől 27 kilométerre, délnyugati irányban, a Duna folyam nyugati (azaz jobb) partján, a Mezőföld északi csücskében, az Érd–Ercsi-hátságon helyezkedik el. A Benta (Bara)-patak itt torkollik a Dunába. (2009-2011 között került sor a patakmeder rehabilitációjára.) Az első nyomtatott térképi ábrázolása Lázár-deák térképe 1528-ból, ahol a latin Centum colles alakban szerepel. Marsigli 1726-os térképén már nem jelöli korábbi templomait. Térképe az önkormányzat honlapján: http://www.battanet.hu/varosterkep/ A hajdani érdi és százhalombattai téglagyár romjai között, a két település határán magasodó Sánc-hegy morfológiája "egyedülálló, mert területén a lösztájak minden jellemző formakincse jelen van lejtők, kisebb völgyrendszerek, plató, magaspart, löszmélyút és épített alakzatok (sánc, tumulusok) formájában", a hegy a deres szádorgó (Orobanche caesia) egyetlen előfordulási helye az országban. Dunafüred nyaralótelepe az 1881-1884 közötti folyamszabályozás előtt a Duna hajdani ártere volt. A Kácsás-sziget a párhuzammű 1884-1891 között tartott megépítése óta félsziget.

## Közlekedés
A város nyugati határában halad az M6-os autópálya és a 6-os főút. A helyközi és helyi autóbuszjáratokat a Volánbusz üzemelteti.
A Budapest–Pécs-vasútvonal két állomással érinti a várost: (Százhalombatta vasútállomás és a Dunai Finomító mellett lévő Dunai Finomító vasútállomás).
Az Óvárosból Tökölre komp jár át. Dunafüreden időszakos hajókikötő található.

## Etimológia
A középkorban területén több falu volt egyidőben. Nevének első tagja a határában húzódó vaskori halomsírokra utal. Ez a név Anonymusnál már szerepel latin fordításban, később oklevelek a falut említik. A második tag (terra azaz föld) Bathey és (insula azaz sziget) Bothey alakban fordul elő 1318-as oklevélben. A magyar Báta víznévvel (és annak esetleges kapcsolatai révén a szerb és horvát nyelvű: pocsolya, tócsa jelentésű "bâta" és az ótörök nyelvű: elmerül jelentésű "bat-" szavakkal) vitatott.  Neve a mai összetett alakban 1903. óta szerepel. Ekkortájt helyiek szerint a lóitató jelentésű török "bata" szó magyarázta a helynevet.

## Története
Mivel a táj löszös talajon fekszik, ami rendkívül jó a mezőgazdaságnak, már évezredekkel ezelőtt települtek itt le emberek, amit a Duna közelsége és ehelyen valószínű átkelő volta segített. Százhalombatta környéke a bronzkor óta lakott. Ennek bizonyítékai a régészek által feltárt bronzkori falu maradványai mintegy 4000 évvel ezelőttről. A nagyrévi kultúra lakhelye, amely békés módon idővel a Vatya-kultúrába fejlődött át. Mindkettő egyhelyben lakása úgynevezett tell-telepen történt, azaz olyan lakóhelyen, ahol az esetleges építészeti törmeléket nem szállították el, hanem elegyengették és ráépítkeztek, így az évszázadok folyamán a járószint több méterrel az (addigra eltűnt) eredeti fölé került. A településnek a határ más részén volt temetőjét az i.e. 15. században még használták. I. e. 1300 körül a halomsíros kultúra, az i.e. 12. században az urnamezős kultúra népe lakott a mai Százhalombatta területén. Az i. e. 7-6. században a vaskori hallstatti kultúra népe telepedett itt le. Ezen nép nevét sem ismerjük. Az ő emlékük az előkelők több mint 122 halomsírja (a Révai-lexikon még 126 halomsírról beszél, ma már csak mintegy 90 ismerhető fel). A sírmező egy részén 6 hektárnyi területen ma a Régészeti Park terül el. A nép földsáncot is épített települése védelmére (Földvár lelőhely, a korábbi bronzkori településsel azonos helyen). Kulturális kapcsolatban álltak a mai szlovéniai Novo mesto város szitulákat, azaz nagyméretű bronzedényeket készítő szintúgy hallstatti kultúrájú népével, valamint a görögökkel, az itáliai etruszkokkal, az alföldi szkítákkal. Az i.e. 4. századtól kelták telepedtek meg a területen, emlékük a földvárukban fellelt mészkő fej, amely ritka nagyszobrászati alkotásuk.
A római korban Matrica (ejtsd: Mátrika) néven katonai tábor volt a város területén, amely a Duna partján húzódó határt, a limest védte. Az i.u. 1. században palánkvárat építettek a rómaiak, majd a 2. században kőerődítményt. Az i.u. 2. században a: cohors I Alpinorum equitata, a század végétől a III. század második feléig a: cohors milliaria Maurorum, a század végétől az: Equites promoti állomásozott itt. Ebben az időben keresztények is éltek a római településen, amiről a római korból megmaradt Krisztus-monogrammos csontzseton és sírkőmaradvány tanúskodnak.
A hunok emléke volt egy, a régészek által feltárt sír Dunafüreden.
Az avarok emlékét többszáz síros lovastemetőjük őrizte 1975-ig, amikor annak jelentős része elpusztult a finomító építésénél, mivel a régészeket csak nagy késéssel értesítették.
Honfoglaló magyarok megtelepedtek itt.
A Batta név először 1318-ban fordul elő oklevélben. Feledésbe merült templomát Pálóczi Horváth András régész vezetésével 1997-ben tárták fel. A másik falu: Százhalom templomát 1450-ben, plébánosát 1468-ban említi oklevél. A török korban a helyi népesség megfogyatkozott. A 19. század elejéig a falu neve Százhalom, Batta a mellette fekvő puszta. Lakosainak száma 1720-ban 162-168 volt. A faluban szerb és magyar nemzetiség élt. Az újkorban 1910-ig a római katolikusok Érdre jártak át misére. A vasárnapi istentiszteletek rendje a következő volt: 2 rác, 1 német, 2 rác, 1 magyar, tehát magyar istentiszteletre csak minden 7. héten került sor.
A 20. század második felében nagyarányban iparosodott a település a Barátság kőolajvezeték végpontján 1962-1965 között épült Dunai Olajfinomító (DuFi) és a melléktermékeit hasznosító Dunamenti Erőmű révén, amelynek dolgozói számára 1962-1992 között három lakótelepből álló új városrész épült. 1970. április 1-én Százhalombatta városi rangot kapott, lakóinak száma ebben az évben 7742 főre gyarapodott. 2007-ben a város átkerült a Budaörsi kistérségből az újonnan megalakult Érdi kistérségbe.

## Közélete

### A település vezetői

#### Községi bírók a tanácsi rendszer előtt
- id. Tóth György bíró (1925–1945. január)
- Dubecz István bíró (1945. január–november)
- Csupics Miklós bíró (1945. november–1950)[25]

#### Tanácselnökök 1950-1990 között
- Máthé József tanácselnök (1950–1952)
- Vucskovics Gergely tanácselnök (1952–1953)
- Lenkei Bertalan tanácselnök (1953–1958)
- Balázs Ferenc tanácselnök (1958–1960)
- Ferenczi Illés tanácselnök (1960–1970)
- Bartha Antal tanácselnök (1970–1972)
- Szekeres József tanácselnök (1972–1990)[25]

#### Polgármesterek a rendszerváltás óta
| Név                | Párt                                              | Terminus  | Megjegyzés / Források          |
| ------------------ | ------------------------------------------------- | --------- | ------------------------------ |
| Vezér Mihály       | SZDSZ                                             | 1990–2002 | 1990-es választási eredmények: |
| Vezér Mihály       | SZDSZ-Fidesz                                      | 1990–2002 | 1994-es választási eredmények: |
| Vezér Mihály       | SZDSZ                                             | 1990–2002 | 1998-as választási eredmények: |
| Dr. Benedek László | MSZP                                              | 2002–2006 | 2002-es választási eredmények: |
| Vezér Mihály       | Értünk Százhalombattai Közéleti Egyesület (ÉSZKE) | 2006–     | 2006-os választási eredmények: |
| Vezér Mihály       | Értünk Százhalombattai Közéleti Egyesület (ÉSZKE) | 2006–     | 2010-es választási eredmények: |
| Vezér Mihály       | Értünk Százhalombattai Közéleti Egyesület (ÉSZKE) | 2006–     | 2014-es választási eredmények: |
| Vezér Mihály       | Értünk Százhalombattai Közéleti Egyesület (ÉSZKE) | 2006–     | 2019-es választási eredmények: |
| Vezér Mihály       | Értünk Százhalombattai Közéleti Egyesület (ÉSZKE) | 2006–     | 2024-es választási eredmények: |

## Népesség
1825-ben lakosainak száma 688 fő volt.
1863-ban lélekszáma 882 fő lett.
Polgári népessége 1869-ben 906, 1880-ban 891, 1890-ben 1133 fő. Összes népessége 1900-ban 1294, 1910-ben 1607 fő.
1920-ban jelenlevő összes népesség 1523 fő. Külföldön távol levő 5 fő. 745 férfi, 778 nő. 3 évnél fiatalabb 90 fő. 3-5 éves 74 fő. 6-11 éves 227 fő. 12-14 éves 112 fő. 15-19 éves 161 fő. 20-29 éves 224 fő. 30-39 éves 186 fő. 40-59 éves 293 fő. 60 évnél idősebb 156 fő. Nőtlen, hajadon 787 fő. Házas 616 fő. Özvegy 114 fő. Törvényileg elvált 6 fő. Anyanyelv szerinti: magyar 1081, szerb 390, német 17, szlovák 9, román 1, rutén 1, horvát 2, egyéb 22 fő. Magyarul beszélni tud 1478 fő. Vallás szerint: római katolikus 1007, görög katolikus 6, református 71, evangélikus 9, görög keleti 404, unitárius 2, izraelita 24 fő. Ír és olvas 1130 fő. Ebből:
- Pannóniapuszta: 72 fő, 6-11 éves gyermekek száma 10 fő, anyanyelve magyar 69, német 2, egyéb 1 főnek, magyarul beszélni tud 71 fő, római katolikus 50, görög katolikus 1, református 16, unitárius 1, izraelita 4 fő. Írni és olvasni tud 67 fő.
- Vasúti pályaház és őrház: 76 fő, 6-11 éves gyermekek száma 18 fő, anyanyelve magyar 76 főnek, római katolikus 67, református 7, evangélikus 2 fő. Írni és olvasni tud 61 fő.
- Franciskapuszta: 191 fő, 6-11 éves gyermekek száma 37 fő, anyanyelve magyar 189, német 2, főnek, magyarul beszélni tud 191 fő, római katolikus 164, görög katolikus 1, református 18, evangélikus 5, izraelita 3 fő. Írni és olvasni tud 146 fő.
- Egyéb külterület: 159 fő, 6-11 éves gyermekek száma 20 fő, anyanyelve magyar 145, német 1, szlovák 1, szerb 6, egyéb 4 főnek, magyarul beszélni tud 159 fő, római katolikus 136, görög katolikus 3, református 13, görög keleti 6, unitárius 1 fő. Írni és olvasni tud 112 fő.
Lakóházak száma 229, ebből kőből vagy téglából 66, kő- vagy téglaalappal vályog vagy sárból 81, Vályog vagy sárból 82. Fából vagy más anyagból nincs. Lakóházak teteje: cserép, pala vagy vályog 70, zsindely- vagy deszka 39, nád- vagy zsúp 120.
Az addig mindössze 2 ezer lelket számláló település népessége az intenzív iparosodás és a lakótelep építések hatására az 1960-as évektől folyamatosan növekedett. A 2010-es évekre megközelítette a 20 ezer főt.
A település népességének változása:
| Lakosok száma | 18 577 | 18 641 | 18 241 | 17 574 | 17 535 | 17 856 | 17 971 |
|               | 2013   | 2014   | 2018   | 2021   | 2022   | 2023   | 2024   |

A 2011-es népszámlálás során a lakosok 83,7%-a magyarnak, 0,2% cigánynak, 0,3% görögnek, 0,2% horvátnak, 0,6% németnek, 0,5% románnak, 0,5% szerbnek mondta magát (16,1% nem nyilatkozott; a kettős identitások miatt a végösszeg nagyobb lehet 100%-nál). A vallási megoszlás a következő volt: római katolikus 27%, református 7,7%, evangélikus 0,8%, görögkatolikus 0,6%, felekezeten kívüli 28,3% (33,2% nem nyilatkozott).
2022-ben a lakosság 89,5%-a vallotta magát magyarnak, 0,5% németnek, 0,4% szerbnek, 0,4% cigánynak, 0,3% románnak, 0,2% görögnek, 0,2% ukránnak, 0,1-0,1% lengyelnek, bolgárnak, horvátnak és szlováknak, 4,2% egyéb, nem hazai nemzetiségűnek (10,3% nem nyilatkozott; a kettős identitások miatt a végösszeg nagyobb lehet 100%-nál). Vallásuk szerint 21,6% volt római katolikus, 7,5% református, 0,9% görög katolikus, 0,8% evangélikus, 0,4% ortodox, 1,3% egyéb keresztény, 0,7% egyéb katolikus, 22,5% felekezeten kívüli (43,9% nem válaszolt).

## Nevezetességei

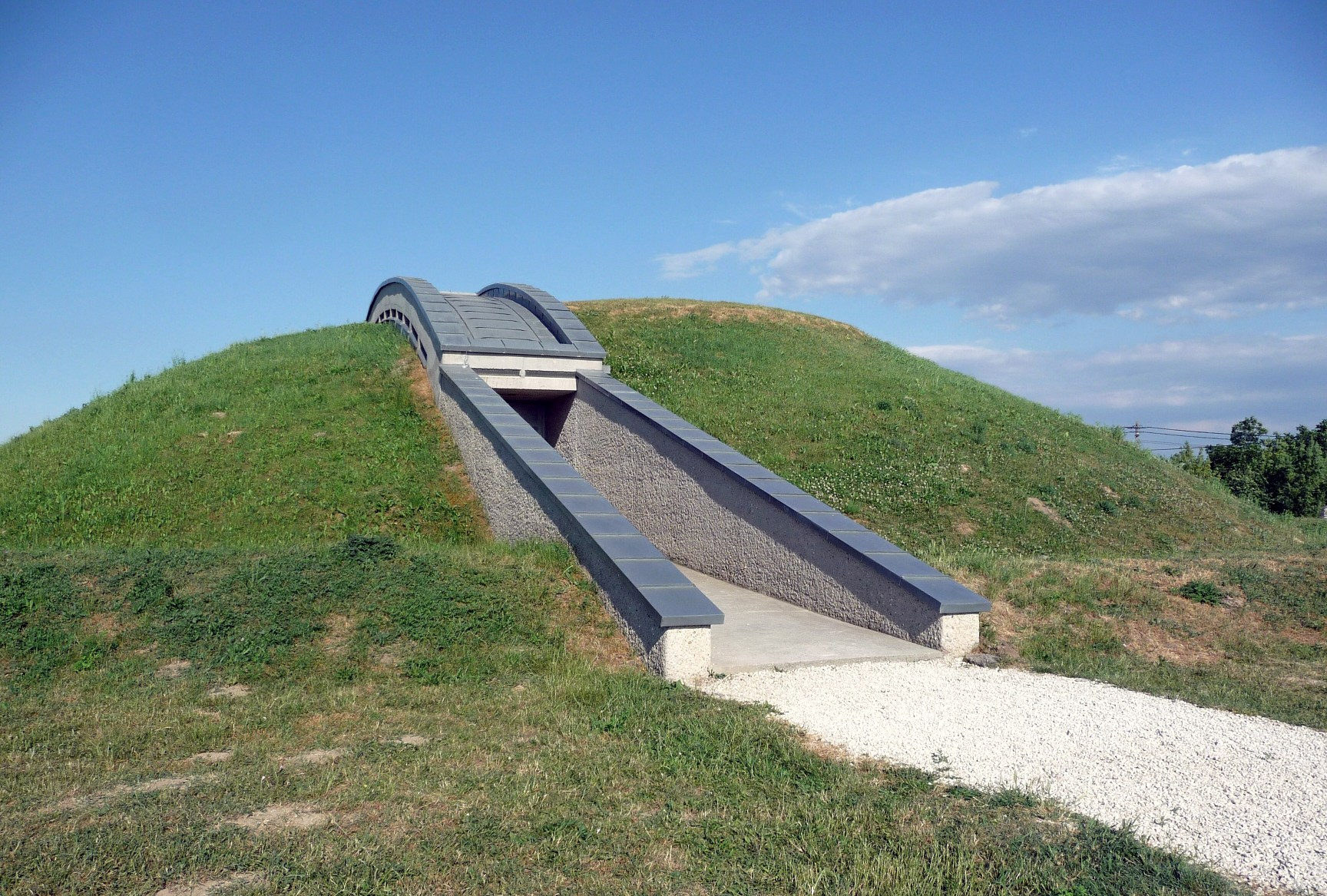
A feltárt halomsír a Régészeti Parkban

A város a nevét a határában lévő vaskori halomsírokról (másnéven kurgánok, tumulusok, kunhalmok) kapta. I.e. 7-6. században építette a hallstatti-kultúra népe (az ismeretlen nevű népnek ezt a nevet a régészek adták). Varsányi János 1847-ben 122 halmot mért fel.
- Az óvárosban 1996-ban megnyitott Régészeti Park az 1998. óta látogatható feltárt 115. számú halomsírral és a kialakított őskori skanzen rekonstruált bronzkori és vaskori házaival, kemencéivel egyedülálló látnivaló Magyarországon és a világban.
- Téglagyár.[41] 1893-ban alapította Freiberger Dávid. 1990-ig működött. 1956-ban munkástanácsa küldöttnek Sefcsik Istvánt választotta meg, aki a demokratikus átalakulásért és a közrend megőrzéséért a helyi Nemzeti Bizottmányban is dolgozott. Többedmagával ezért később börtönbüntetést szenvedett.
- Kereszt a földvárban Hálából szabad magyar hazánkért 1686 1920 1991 felirattal. 2007. november 1-jén, Mindenszentek napján avatta a Halmok Polgári Értékőrző Egyesület.[42]
- Szerb ortodox Szűzanya születése templom. 1750. körül épült barokk stílusban 1720. körüli szerb ortodox fatemplom helyén.[20] A második világháborúban sérüléseket szenvedő tornyát 1968-ban más jellegűvel helyettesítették,[43] a toronysisakot eredeti formájában 1997-ben állították helyre. Mellette parókia.
- Szerb közösségi ház, benne egyháztörténeti gyűjtemény. 1913-ban épült fel a régi iskolaépület kiváltására és tanítói lakásnak.[44]
- Szent László római katolikus templom. 1910. Tervezője Tőry Emil műépítészt. A kivitelezést Unghváry Antal jászberényi építőmester végezte. Freskóit 1955-ben dr. Dénes Jenő festette.
- Szent László király szobra. S. Hegyi Béla alkotása (2010).
- Hunyadi János-dombormű. Szabó Ottó kézdivásárhelyi fafaragó alkotása (2011). Első helye a Szent István-templom mellett. A Szent László-templom előtt.
- I. világháborús emlékmű. A Szent László-templom előtt.[45]
- Bakody Ernő (1935-1945) római katolikus lelkész sírja. A háborús körülmények között Bajront Lázár szerb görögkeleti lelkész adta fel neki a betegek kenetét.[46]
- Emlékmű: A II. világháború áldozatainak emlékére. Domonkos Béla alkotása (1993. március 13.). A Szent László-templom előtt.
- Zenálkó Etel Közösségi Ház (Szent László út 54.). 1939-re épült fel adományokból (közte Matta Árpád lebontásra ítélt gőzmalmának Jankovits Ferenc kezessége mellett megvásárolt egyes részeiből) a helyiek önkéntes munkájával. Az akkori kiváló tanítónő nevét 2011. óta viseli az intézményrész.[47]
- Ortodox kereszt (a Révész utca sarkán).
- Római katolikus kereszt (a Szent László utca – Gyorma utca sarkán).
- Millenniumi tölgyfa a Kossuth Lajos utcában. Marinkacsa Jakab ültette 1896-ban.
- Holocaust-emlékmű a temetőben. 2012. szeptember 13-án avatták fel. Tervezője Buzay József.
- Szovjet emlékmű a temetőben. A temető új ravatalozója 2002-ben került átadásra.
- Nagyboldogasszony kápolna. 1987-re építették fel.Tervezője Buzay József. Benne Domonkos Béla érdi szobrászművész két bronz domborműve Szűz Máriát valamint Szent Istvánt ábrázolja.
- Az Érdi Szakképzési Centrum Százhalombattai Széchenyi István Szakgimnáziuma és Gimnáziuma (korábban Ipari és Közgazdasági Szakközépiskola, 1989-es tanévtől Széchenyi István Szakközépiskola, elterjedt rövidítéssel SZISZKI. Urbárium városrészben, a vasútállomás közelében.) 1987-től. Benne László Bandy képzőművész alkotása. Széchenyi István mellszobra Varga Tamás alkotása.
- Olajláng-emlékmű (Szovjet-magyar barátság emlékműve). Rózsa Péter alkotása (1975). A vasútállomás előtt. 2000-ig a főtéren állt.
- Az 1882-ben épült vasútállomás. (2017-2020 között felújítva.)
- Trianon országzászlótartó emlékmű. Eredeti helyének közelében helyreállítva 2004-ben.
- Thury Levente plasztikái a Napsugár Óvoda falán (korábban DKV bölcsőde), 1973.
- Elefánt szobor a Napsugár Óvoda kertjében (korábban DKV-óvoda). Kárpáti Anna alkotása (ugyanő Ságvári Endre mellszobra alkotója). Ugyanott Kovács Johanna falképei.
- A Pannónia lakótelep és a Készenléti lakótelep között, a Gesztenyés úton 1987-ben megnyílt Matrica Múzeum az eddig feltárt gazdag régészeti, történelmi és néprajzi  leleteket mutatja be a történelem előtti időktől kezdve. A XIX. és XX. században épülete kastély (Glück Frigyes budapesti szállójáról nevezi a környékét Pannónia-pusztának, későbbi tulajdonosa hámori Bíró Pál iparmágnás), majd tanácsháza és a későbbiekben azzal egy időben zeneiskola, utóbbi egészen a múzeum megalapításáig működött. 2009. óta utcai homlokzatán Bíró Lajos alkotásai: Poroszlai Ildikó régész és Ferenczi Illés tanácselnök-helyettes múzeumalapítók domborművei. Mások mellett Hetves Józsefné és Sebestyén József is nagyban segítette munkáját. Udvarán római sírkövek.[48] Az intézmény önkormányzati fenntartású.
- Műrom. Tragikus szénmonoxid mérgezéses munkahelyi baleset emlékműve az 1940-es évek első feléből. Bíró Pál emeltette fia és munkatársai emlékére.[49]
- Varga Imre Munkás-szobra. 1976. Anyaga bronz és bazalt.
- Petőfi Sándor mellszobra. Bocskay Vince szovátai szobrászművész alkotása 1993-ból. Az Százhalom Egészségügyi Központ előtt tekinthető meg (korábban a főtéren, 2008. májusától ideiglenesen a Matrica Múzeum kertjében állt).
- A Matrica Múzeummal szemben, a Szabó Lőrinc park délkeleti oldalán álló Százhalom Egészségügyi Központ és Egynapos Sebészet elődjét (Szakorvosi Rendelőintézet) hivatalosan 1978. január 16-án adták át. Később bővítve. Zálogh Sándor akkori gazdasági igazgató nevéhez fűződik az "egy beteg – egy  dokumentáció" elve alapján felépülő, máig korszerű központi kartonozó koncepciójának kidolgozása és megvalósítása.[50]
- Sportpark (1975.), később átépítve.
- A Készenléti lakótelep első pontházai 1962-től épültek a Március 15. és Október 6. utcában és a mai Hága László utca végén. Eleinte római számokkal (alulról, balról jobbra kezdve) jelölték az épületeket.
- Gádor István mozaikja, Ifjúság útja 7. Az 1960-as években elkészített műalkotás 1992-ben megsemmisült.[51]
- Stöckert Károly: Anya gyermekével című szobra. (1974.)
- Hága László emléktábla. Hága László u. 7. Emléktáblájának avatása: 2006. július 4. Fekete márványtábla terméskő burkolatú oszlopon fekszik. Az oszlop fa alatt áll kockakő burkolaton.
- 1-es számú Általános Iskola. 1966. szeptembertől, tornatermet is tartalmazó újabb szárnya 1967. szeptemberétől (ünnepélyes átadása ekkor). 1994-ben épült fel a régi mellett az új tornaterme. Az iskola előterében Pável Nándor volt iskolaigazgató domborműve (2017).
- Egyenlítői (ekvatoriális) napóra pólusra mutató árnyékvetővel az iskola előtt. 1978. Tervezője Trompos Ferenc mérnök.[52]
- Rubik-kocka. Tervezői: Sándor Tamás, Fischer Márta, Varga István. 2014. szeptember 22. Kivitelező: Alukol Homlokzattechnika Kft.[53] A helyén korábban vegyesbolt üzemelt, a (köznyelvben a vezetőjéről elnevezve:) Versits-ABC állt. (1966.[54] esetleg 1968-tól). A Damjanich utca túloldalán a mai kereskedelmi létesítmények helyén állt korábban az 1968-ra megépített egészségház, gyógyszertár és mentőállomás, 1970-től Közegészségügyi-járványügyi Szolgálat (KÖJÁL) állomás volt, hangulatos hűs fasorral.
- Damjanich utca 16. Százhalom étterem és eszpresszó volt épülete 1957-1968-ban épült.[55] 2006-os átépítése és bővítése után étterem, valamint apartmanház, üzlethelyiségek.
- Training Hotel. Augusztus 20. utca 6. Oktán Szállóként nyitott 1982-ben. (Turista- és munkásszállás.)
- A Készenléti és a Déli lakótelep között áll a Szent István római katolikus templom. Tervezője Makovecz Imre. 1996-ban szentelték fel. Harangját a hollandiai Poeldijk római katolikusainak adományából Gombos Miklós öntötte. Oltárát (1998), tabernákulumját és a liturgikus székeket (1999) Mezei Gábor tervezte. A tabernákulum ötvösmunkája Molnár László műve. A templom keresztútja Petrás Mária alkotása (2000).
- Kopjafa. Alkotója az iváncsai Bodor József. 1989. október 14-én avatták fel az 1956-os forradalom emlékére. A temetőből 2000-ben került át a római katolikus Szent István templom mellé.
- Wass Albert-szobor. Tóth Lili alkotása (2010).
- Antall József mellszobra. Domonkos Béla alkotása. 2004.
- Kommunizmus áldozatainak emlékköve.
- A 2010-ben felújított[56] főtéren áll Szabolcs Péter alkotása, Szent István bronzszobra.[57] 2000. óta.
- A Csodaszarvas legenda című díszkút Németh János keramikus és Szerdahelyi Károly építész alkotása. 2000. óta.
- Polgármesteri Hivatal és Pártok Háza (Szent István tér 3.) 1985-re épült fel. Kisebbik szárnya 1990-ig pártházként funkcionált.
- Szekeres József Konferencia- és Rendezvényközpont[58] (Szent István tér 12.) 2010-ben épült. Egyik eleme: Magyar Úszó Hírességek Csarnoka. Kiállítótér. Első élő tagja Egerszegi Krisztina lett 2013-ban. Előképe a floridai Fort Lauderdale-ben működik.
- A város Református templomát Finta József tervezte.[59] 1999-re építették fel.
- Kopjafa a református templom udvarán. A magyarság összetartozására és a reformációra emlékeztet. Készítője Juhász András váci fafaragó mester. Avatása: 2018. március 15. Felirata szemből: "Uram Te voltál nékünk hajlékunk nemzedékről nemzedékre", ami a 90. zsoltár szövege – a református himnusz – kezdete Károli Gáspár fordításában. Hátsó részén: "2015-16-ban konfirmáltak ajándéka". "A faoszlop teteje templomtoronyra emlékeztet, a betlehemi csillaggal a csúcsán. Alatta a csillag jel a tavaszi napéjegyenlőség, a feltámadás szimbóluma, lejjebb maga a nap látható, amely minden őskultúra alapvető jelképe, de a hívek számára Isten jele, amelynek közepén a mag az igét fejezi ki. Lejjebb egy pelikán látható, amely a monda szerint vérével táplálja fiókáit, ami Jézus szimbóluma. A nyitott Biblia, az alfa és az omega a kezdet és a vég szimbolikája, és ugyancsak Isten igéjére utal."[60]
- György Csaba Borgó képzőművész Dárdahegy című szobrát az 1848-49-es szabadságharc emlékére 1992. március 15-én avatták fel. Anyaga süttői márvány.
- Summerfest emlékfák a református templom udvarán.
- Hamvas Béla emlékfa. 2014.
- Hamvas Béla emlékfa emlékkő. 2017. március 23. Felirata: "A hitelességnek mértéke nincs." / Hamvas Béla (1897-1968) Készült a névadó születésének / 120. évfordulója alkalmából / Hamvas Béla V. K. 2017. 03. 23.
- Szép István-emlékfa és emlékkő. 2018. Felirata: "Szép István emlékére."
- Georgiades Gábor-emlékfa. Az előtte álló réztábla felirata: "Ezt a tölgyfát Georgiades Gábor emlékére ültette a Dunai Finomító Természetbarát Szakosztálya 2018 október 21." Avatása: 2018. november 18. A faültetés kezdeményezője Kovács István.[61]
- Mórucz Lajosné Gabika emlékköve és fája. A Gólyahír Egyesület alapító elnökasszonya és munkája emlékére. Avatása: 2018. szeptember 8.[62]
- Hamvas Béla Városi Könyvtár. A korábbi könyvtári előzmények folytatásaként 1984. óta szolgálja az olvasókat, 1991 óta a művelődési háztól függetlenül. 1999-ben vette fel mai nevét. A Magyar népmese napja (első alkalommal: 2010-ben) kezdeményezője, az élőszavas mesemondás mozgalmának egyik tűzhelye.
- Barátság Kulturális Központ (1991-ig Barátság Művelődési Központ és Könyvtár, 2010-ig Barátság Művelődési Központ). Korábbi előzmények folytatásaként 1985 óta áll jelenlegi helyén. Erdélyi Eta valamint Bodóczky István seccója díszíti színháztermének lépcsőfordulóit. Juhász Erika olajfestmények.
- László Bandy Világfa című alkotása. 2006. december 14-én (2006. december 20-án avatták fel) a Damjanich utca és a később felépülő konferenciaközpont között került felállításra, a református templommal szemben. 2008. nyarán az építkezés miatt elbontották, 2009. januárjában már a Kodály Zoltán sétányon áll. 4,5 méter magas, saválló acélból készült. "A nyers hatás a természeti környezetben az iparvárosra utal, Százhalombattát jellemzi."[63]
- Uszodakomplexum. Szalai János Uszoda és Városi Sportuszoda alkotja, Kodály Zoltán sétány 3. Bennük Matolcsi Béla mozaikjai (2008). Az 1974-ben elkészült uszoda 1994-ben került kibővítésre rá merőleges medencével kissé lejjebb. Az első uszoda helyén avatták 2008. szeptember 24-én a sportuszodát.[64] Abban az évben fejeződött be az 1994-ben felépített Szalai János uszoda átalakítása is.[65] Országos versenyek színhelye is (pl. VI. Rövidpályás Úszó OB).[66]
- Két bors ökröcske. Szoborcsoport a tanácsi 2. számú Napköziotthonos Óvoda, ma Pitypangos óvoda kertjében. Liszt Ferenc sétány 6. Bolgár Judit alkotása. 1973.
- Térelválasztó rácsok. Liszt Ferenc sétány 4, a volt tanácsi bölcsőde, később idősek otthona épületében. Berzy Katalin keramikus alkotása. 1974.[67]
- Kőrösi Csoma Sándor mellszobra Szabó Ottó alkotása (1997.) a Százhalombattai Kőrösi Csoma Sándor Sportiskolai Általános Iskolában. Liszt Ferenc sétány 10. Az iskola 1991. óta működik.
- Szeptember 11. emlékkő a Szeptember 11. parkban (Erkel Ferenc krt. 37-42. szám mögött) az Amerikai Egyesült Államokat 2001-ben ért terrortámadás áldozatainak emlékére. 2002. szeptember 11. Az obeliszk mészkőből készült.
- SZÁKOM feliratú víztorony a Berzsenyi Dániel utca és a Csokonai Vitéz Mihály utca sarkán. Tervezője Adamis Géza mérnök.[68] 400 m3 kapacitású, 45 méter magas.[69] 1963-ban épült. A Fővárosi Vízművek üzemelteti.[70]
- Római fürdő. Feltárt látogatható kőépület. A Matrica (ejtsd: "mátrika") római katonai tábortól északra, Dunafüreden a Fogoly utca végében a Duna gátja mögött.
- Napóleoni sáncok. 1809. A francia császár ellenében emelt félbemaradt földsáncok, a hadieseményekben nem használták. (A római tábor helyén.)
- Emlékkereszt a középkori Báté-falu templomának helyén 2000. augusztus 19. óta. Fekete gránittáblával.
- Vörös-kő. Átkelési emlékmű. Vörös gránit. 1974.
- Városi Szabadidő Központ (Sportközpont (1982.), és Városi Strand (1986.).
- Az 1960-1976 között két ütemben megépült, később átépített Dunamenti Erőmű[71] három darab, egyenként 207 méter magas kéményével a Benta-patak sekély völgyében.[72][73] A 2-es kapu előtt a 6-os főútra kivezető műutat 1998-ban Csenterics Sándorról, az erőmű alapító-igazgatójáról nevezték el.[74] 1998. szeptember 25-én avatták fel Csenterics Sándor emléktábláját műszaki igazgatóhelyettese Verle Győző jelenlétében. Az erőmű 2-es számú portája előtt turbina forgórész kiállítva korábbról.
- MOL Dunai Finomító. (rövidítve: DuFi, a privatizáció előtt: Dunai Kőolajipari Vállalat) a város és a szomszédos Ercsi között terül el.[75] Első igazgatói: dr. Simon Pál (1962-1973), dr. Péceli Béla (1973-1974), dr. Rátosi Ernő (1975-1991).[76] Területén:

* Az 1968. október 16-án az AV-II üzembeli balesetben elhunyt Hága László emléktáblája. Felirata: "Dr. Hága László / 1920 – 1968 / A kiváló mérnök, tudós és ember önfeláldozó élete emlékére / 1975. XII. 3. DKV dolgozói". Korábban a Hága László munkásszálló (bezárták 2006-ban) előterében állt, az 50. évfordulón az Olajipari Műszaki Nyugdíjasok Egyesülete (OMNYE) kezdeményezésére került áthelyezésre az irányítóterem külső falára.
* A kőolajvezeték emléktáblája a tartályparki 215-ös szivattyútér sarkánál. Felirata: "Barátság II. kőolajvezeték / Épült KISZ védnökséggel / 1970-72"
* Kígyós Sándor alkotása a kételemes krómacél plasztika 1984-ből.
* Kónyáné Beke Mária: Szőnyeg a DKV reprezentációs termének falán (holléte bizonytalan)
* a korábbi NAKI, később SZKFI (majd beruházási igazgatóság) épületei. Benne: Dr. Varga József vegyészmérnök mellszobra. Riegel Tibor alkotása. Avatása: 1990. április 25.
* Péczeli Béla szobor mellszobra a színházterem előterében. Avatása 2003/2004. körül.
* Rátosi Ernő mellszobra a színházterem előterében Illyés András szobrászművész alkotása. Avatása: 2018. szeptember 25.
- Summerfest Nemzetközi Folklórfesztivál és Népművészeti Vásár. Évente kerül megrendezésre, augusztusban. A Summerfest Nemzetközi Néptáncfesztivál 1998-tól CIOFF (Nemzetközi Folklórfesztivál-szervezők Világszövetsége, UNESCO B) -minősítésű.[79]

## Sport
1997 óta Nemzeti Sportváros.
- Battai Bátor Bulldogok
- Dunafüredi Vízisport Klub. 2000. óta.[80]
- Forrás Néptáncegyüttes. 1984 (Százhalombattán 1985.) óta.[81]
- Százhalombattai Városi Utánpótlásért Közhasznú Sportegyesület (VUK SE). 2002. óta.[82]
- Dunafüred LC. 2004 óta.
- Dunai Flottilla Gyermek és Ifjúsági Vízitúra Egyesület. (1974. óta)[83]

## Híres emberek
- Barta Sylvia időjárás-jelentő, az Arthritis Alapítvány nagykövete.
- dr. hámori Bíró Pál, a Rimamurány-Salgótarjáni Vasmű Rt. vezérigazgatója.
- Bodrogi Viktor úszó olimpikon, edző.
- Itt született Csupics Mária a Magyar Rádió bemondója.
- Dávid Kornél kosárlabdázó.
- Dezső Tamás (asszirológus).
- Dobák Józsefné Babarczy Anikó tűzzománc- és batikművész.[84]
- Erney Móric mérnök, Rudolf Diesel közvetlen munkatársa, Ikarus-alapító.[85]
- Itt született Farády István színművész.
- Joó Éva világbajnok sportlövő, olimpikon.
- Kocsán Károly országgyűlési képviselő (1884-1965).[86]
- László Bandy képzőművész.[87]
- Gustav Mahler zeneszerző, karmester.
- Lyka Károly művészettörténész.
- Márton Béla festőművész.
- Poroszlai Ildikó múzeumalapító régész.[88]
- Radóczy Mária képzőművész.
- Regős Ágnes képzőművész.[89]
- Strausz Kálmán.
- Tóth László (1876–1956) mérnök, feltaláló, Kandó Kálmán közvetlen munkatársa.
- Varga László képzőművész.[90]
- Véghelyi Balázs író, költő (itt nőtt fel).

## Testvérvárosai
- Szováta, Románia
- Sannazzaro de’ Burgondi, Olaszország

## Sajtó
- Százhalombattai Hírtükör – Városi közéleti lap. Megjelenik kéthetente. ISSN 0238-972x. Az első száma 1988-ban jelent meg.
- Százhalom – Óvárosi Közösségi, Közéleti Folyóirat. Megjelenik havonta. ISSN 2559-9860. Az első száma 2013-ban jelent meg.
- Halom Televízió – Üzemeltetője a Halom Televízió Nonprofit Kft. Székhely: 2440 Százhalombatta, Ifjúság útja 7.

Korábban:
- Pest Megyei Hírlap. Az 1957-1995. között megjelenő lap egy időben permutációs kiadással jelent meg Százhalombatta témában.
- Dolgozók lapja. Dunai Kőolajipari Vállalat Százhalombatta. 1975-1991. között.
- Battai Hírlap. Közéleti és kulturális lap. ISSN 1787-2278. Alapította: Halmok Polgári Értékőrző Egyesület. 2005-2010. között.
- Rádió Egy 100. 2004-2008. körül.
- Rádió 6. 2007-2014. között.
- Lakitelek Rádió 2014-2020. között

## Galéria

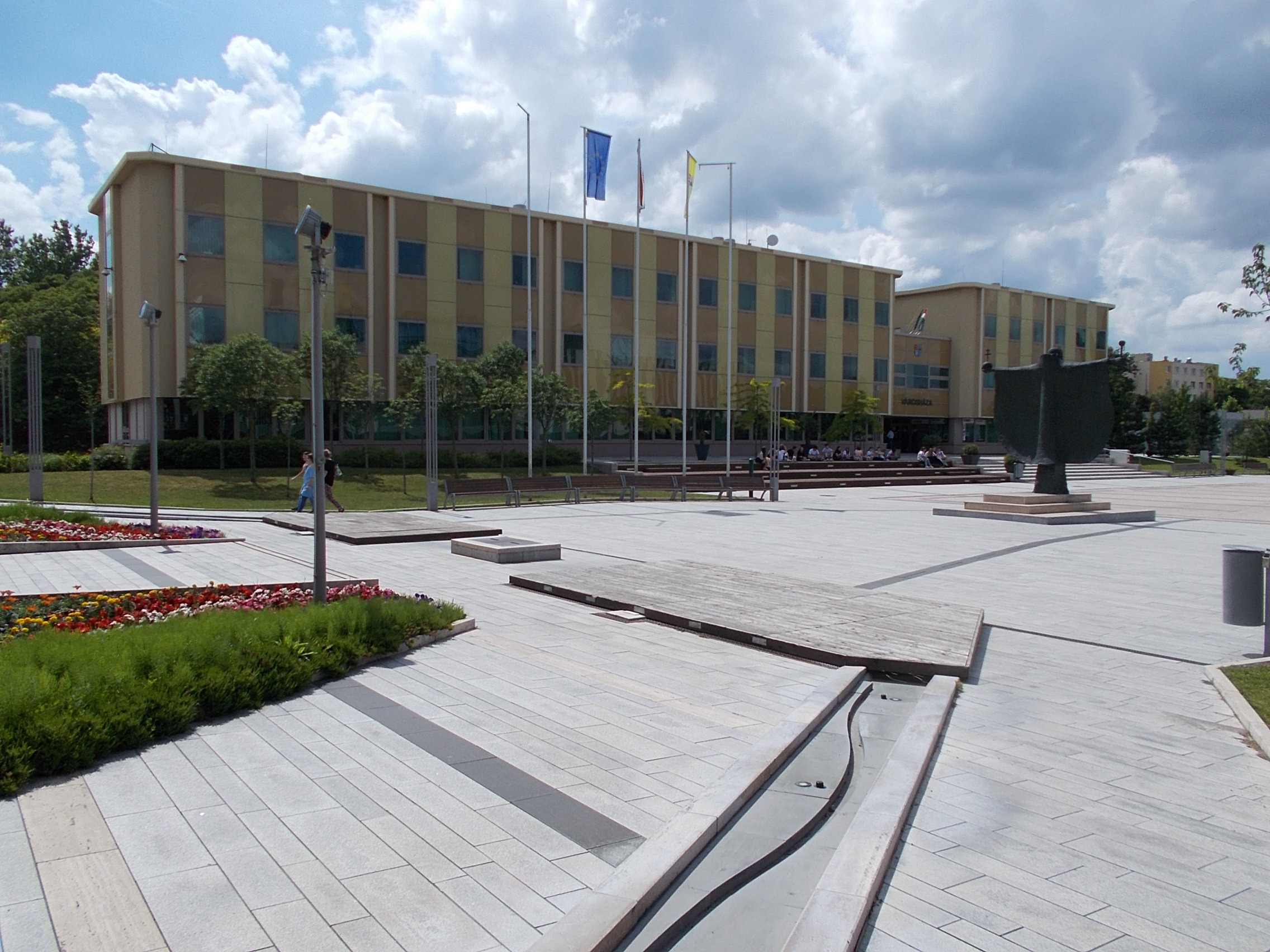
A Polgármesteri Hivatal
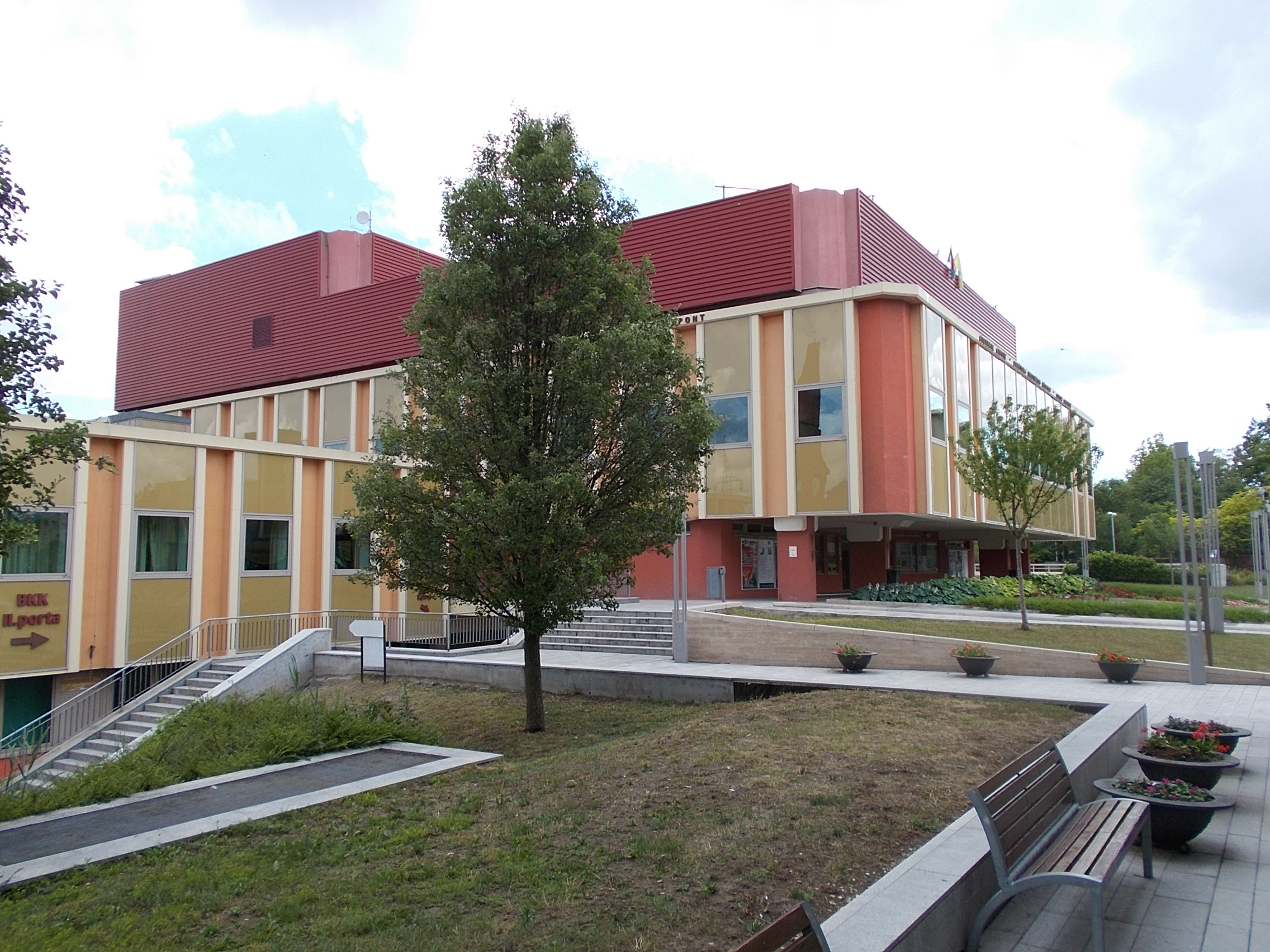
A Barátság Kulturális Központ és a Hamvas Béla Városi Könyvtár
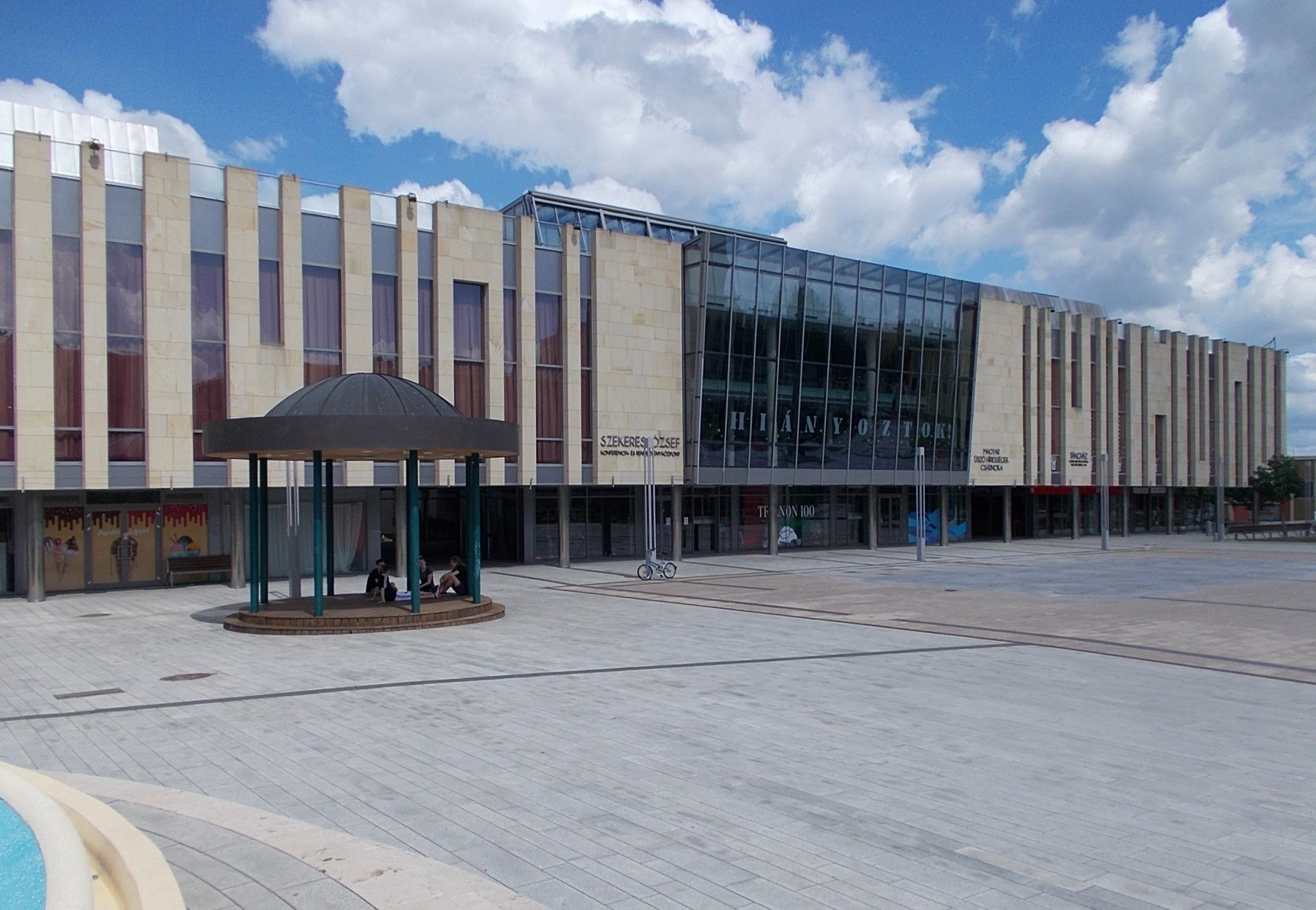
A Zenepavilon és a Szekeres József Konferencia- és Rendezvényközpont
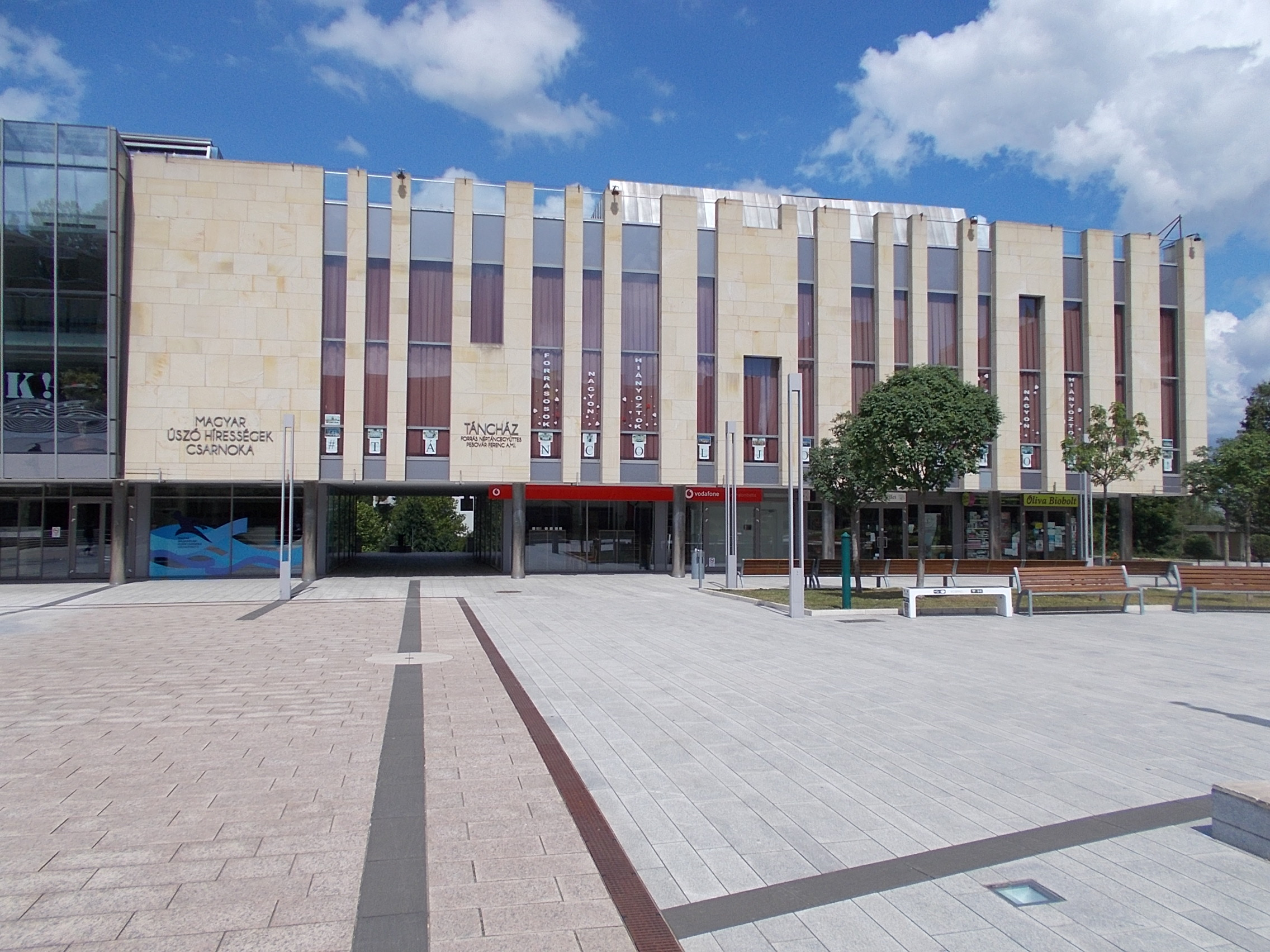
A Magyar Úszó Hírességek Csarnoka és a Táncház
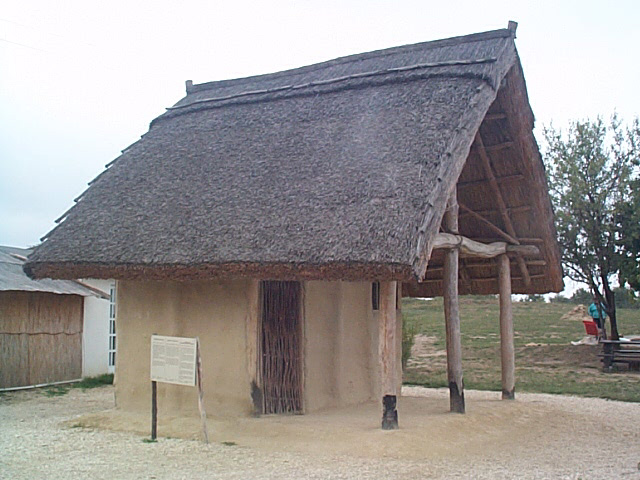
Bronzkori házikó a Régészeti Parkban
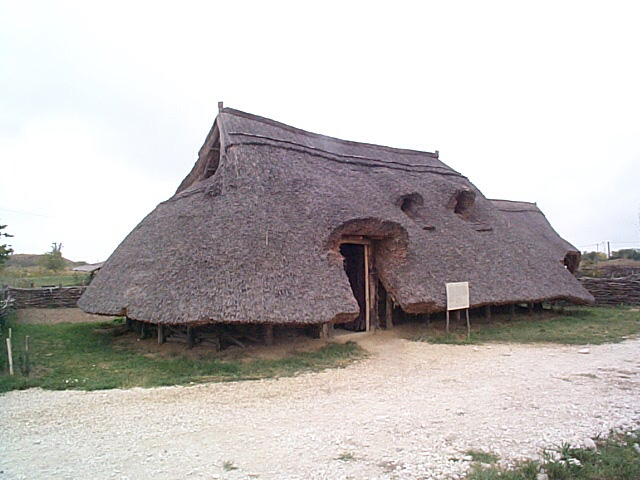
Kora bronzkori lakóépület a skanzenban
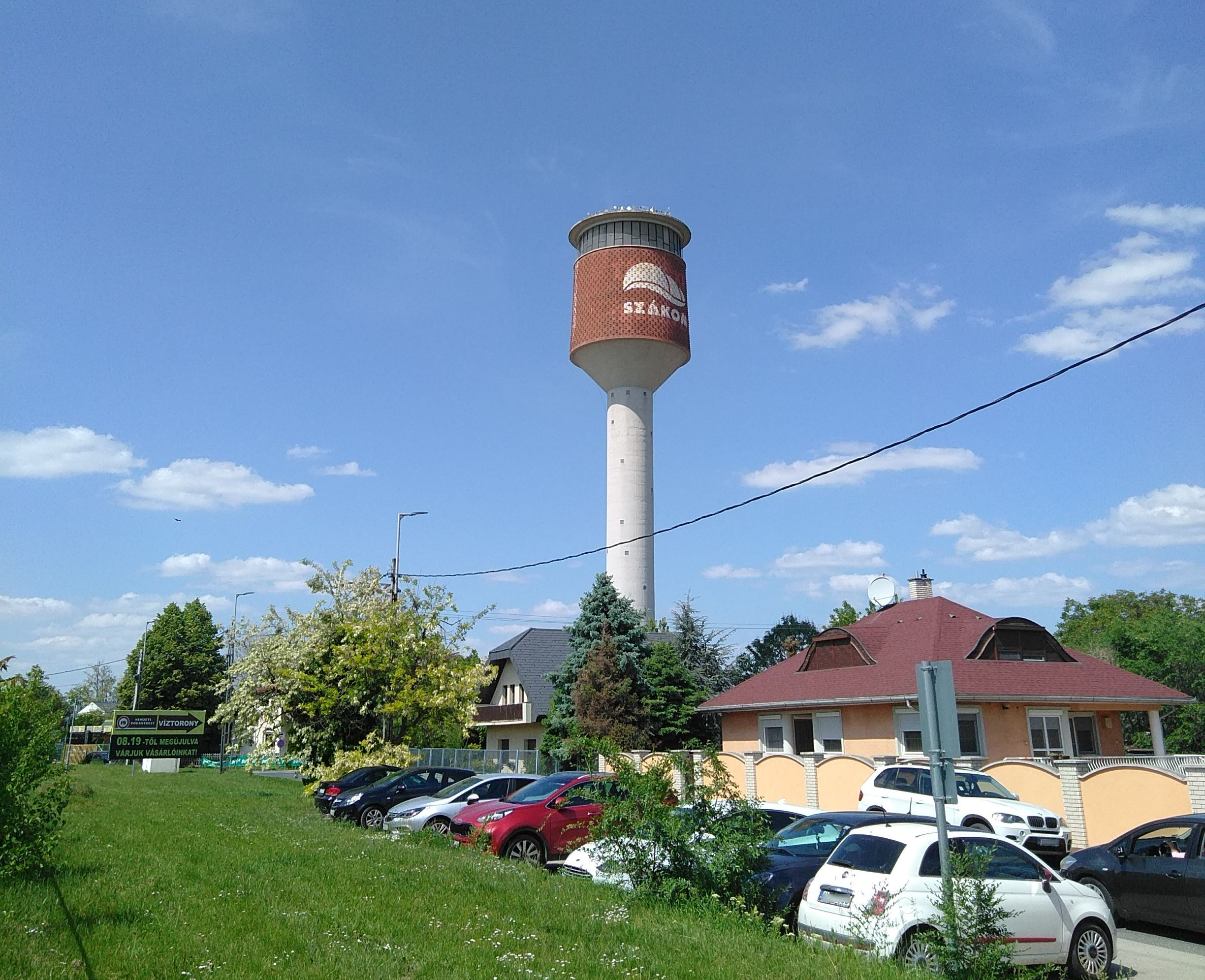
SZÁKOM víztorony
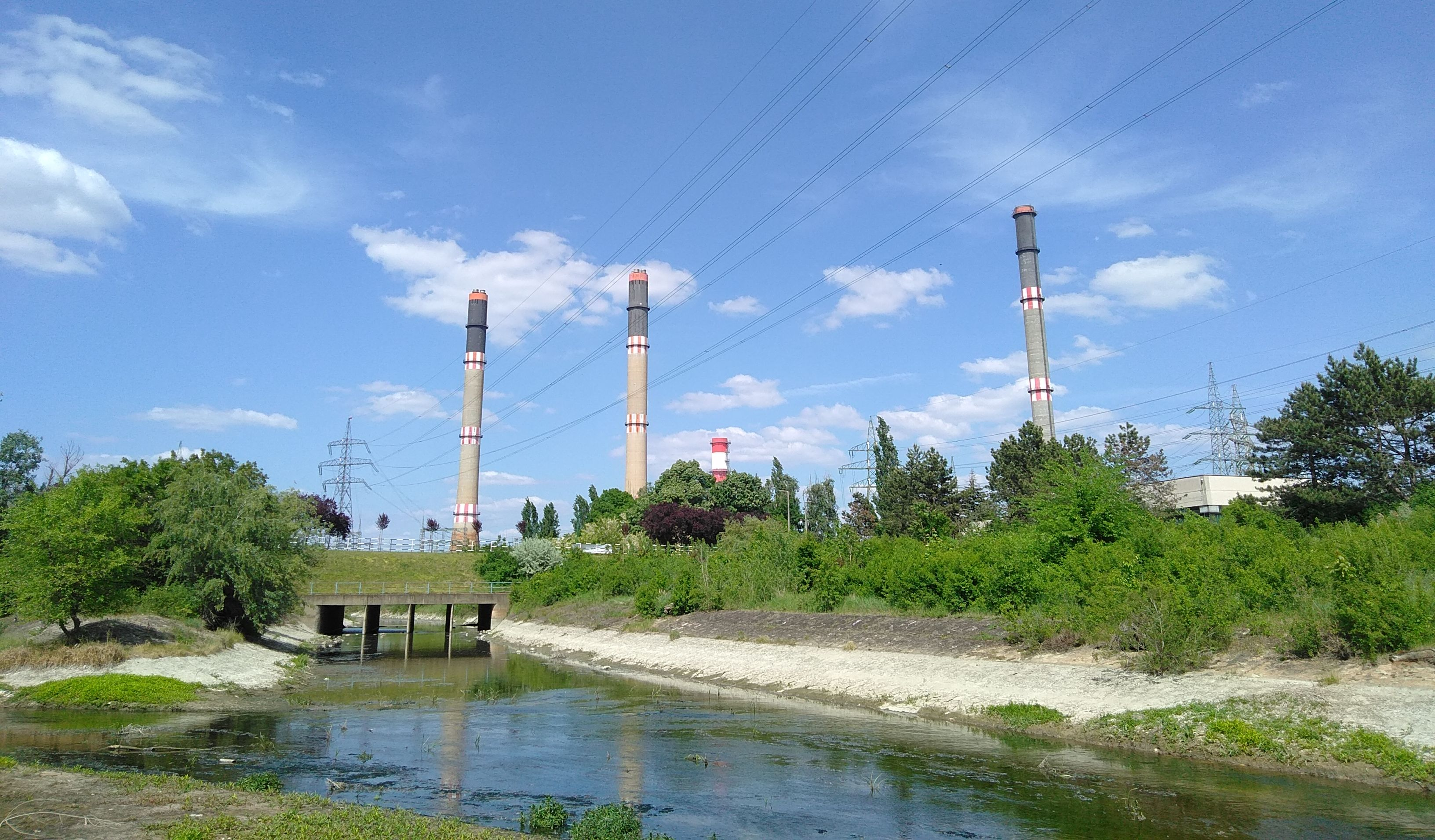
Az erőmű kéményei a Benta-patak partján magasodnak
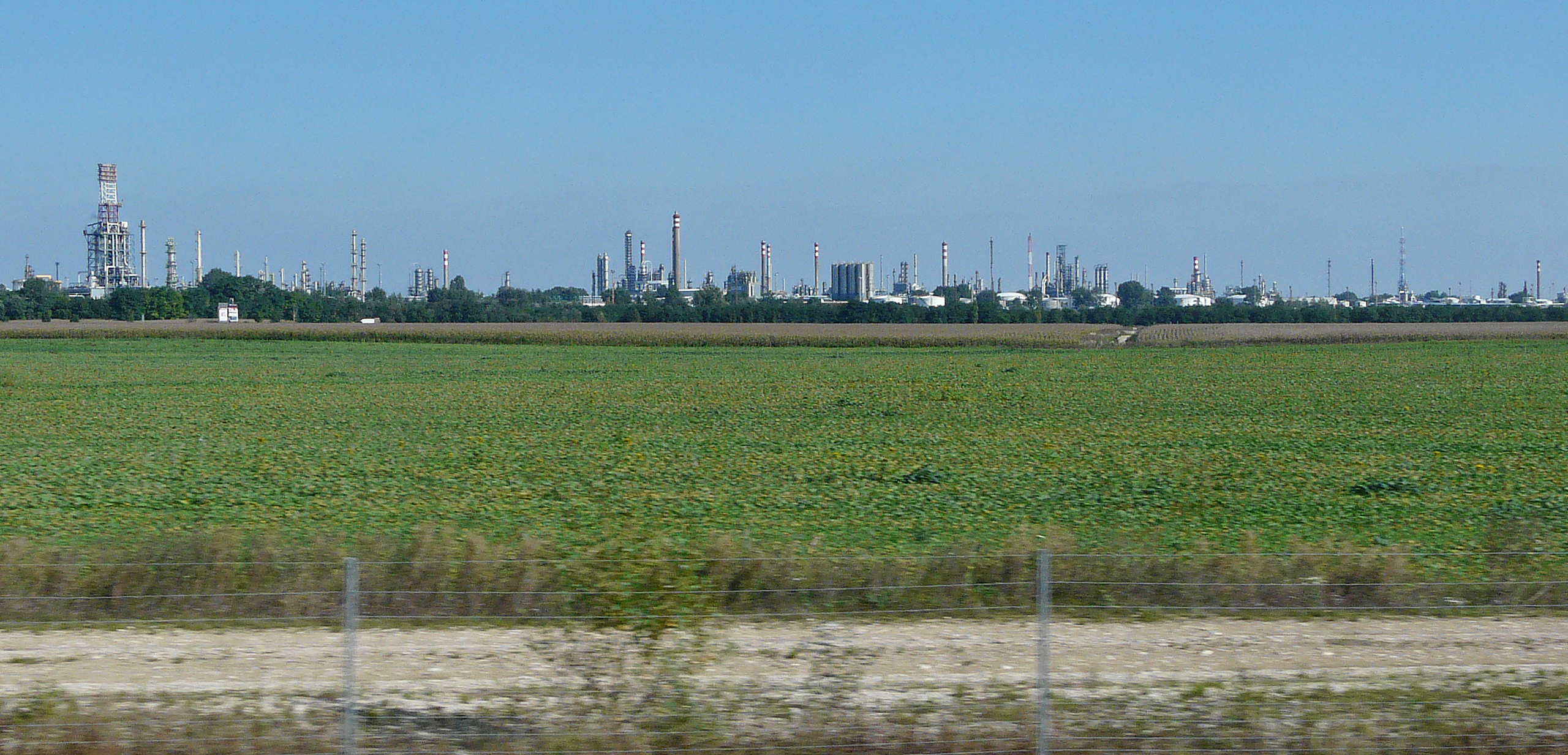
Az olajfinomító távlati képe
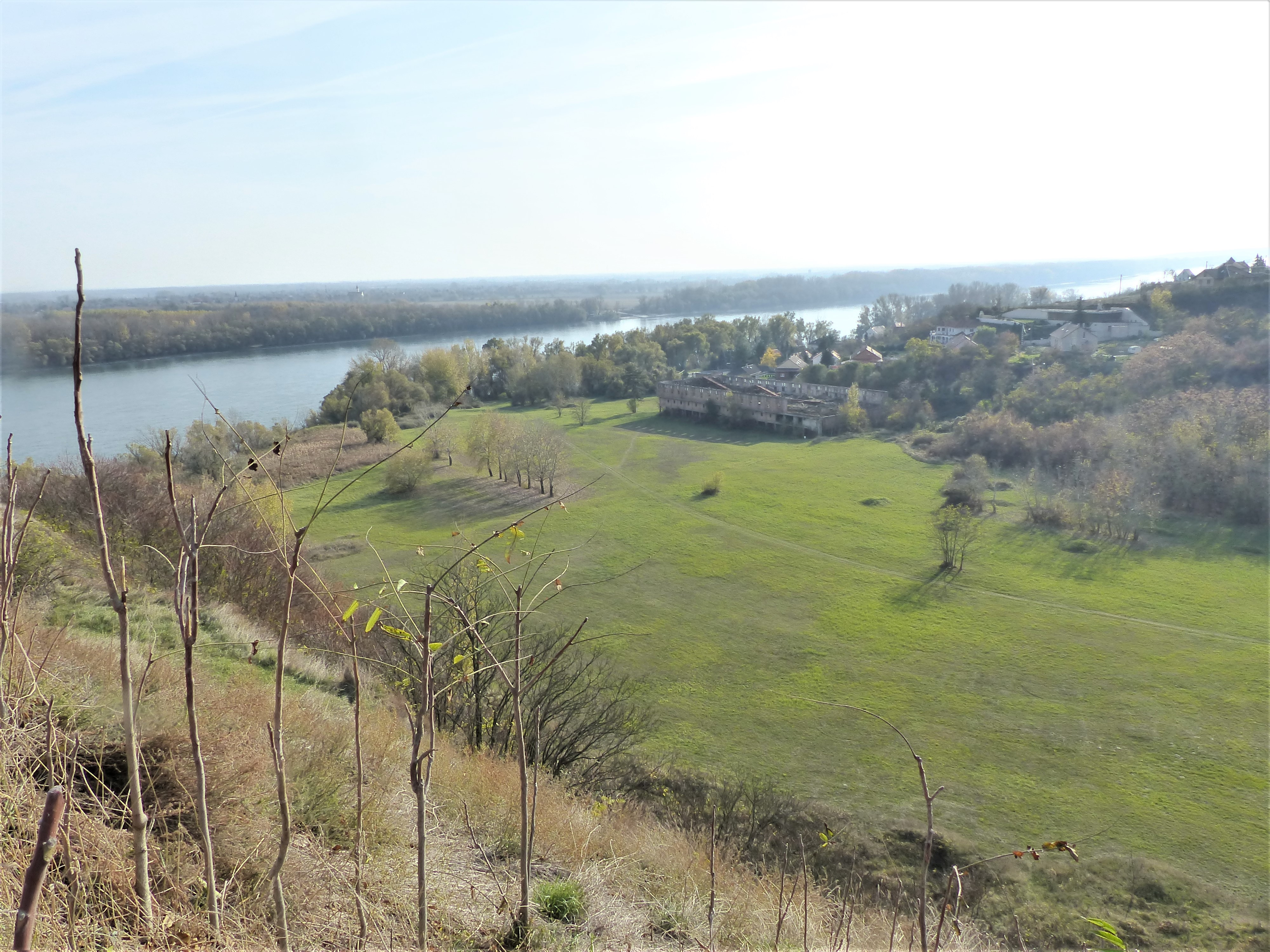
A Téglagyári-völgy a Sánc-hegy és az Óváros között
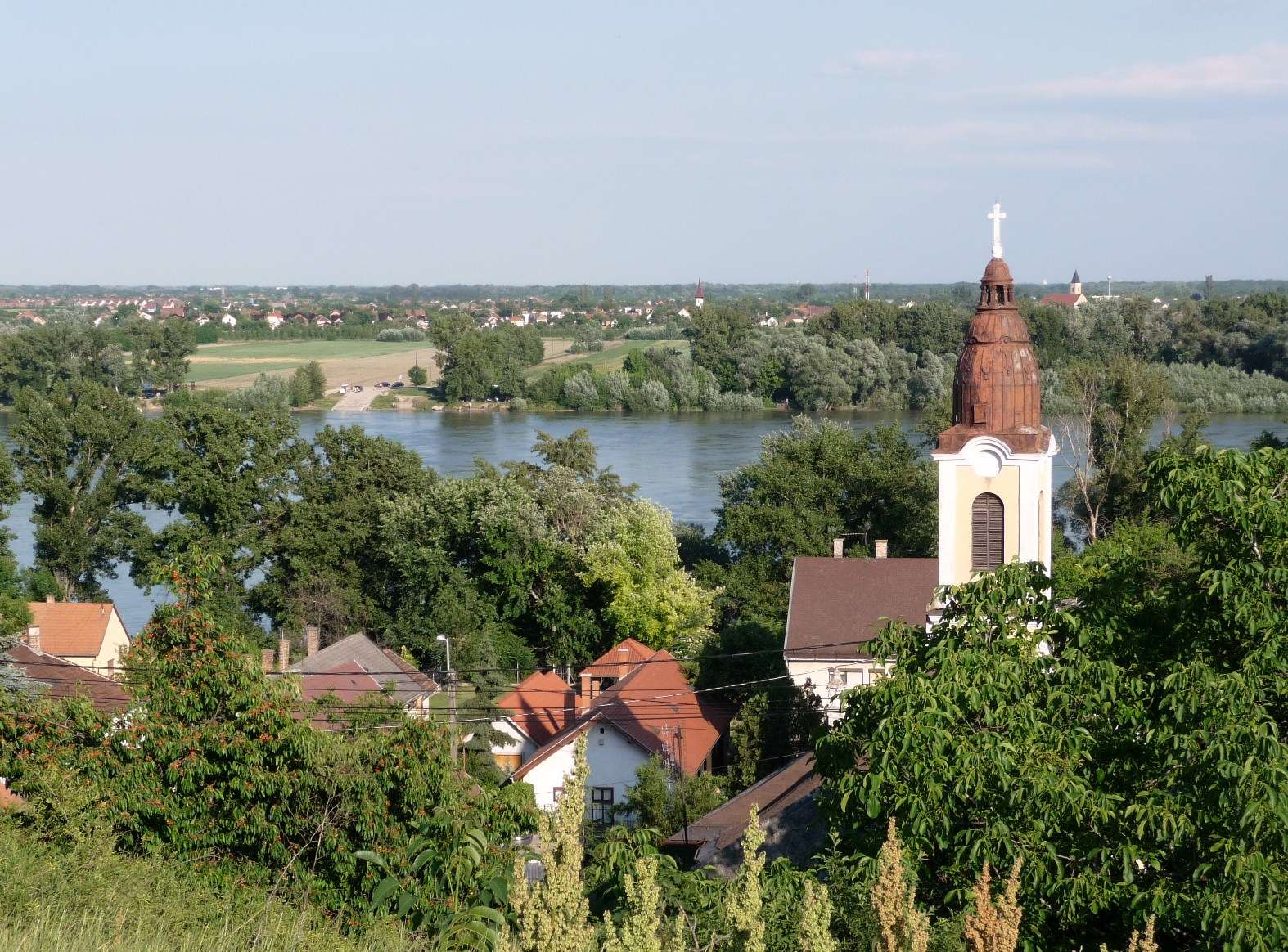
Az Óváros a Szent László templommal, a Duna túlpartján Tököl házai állnak
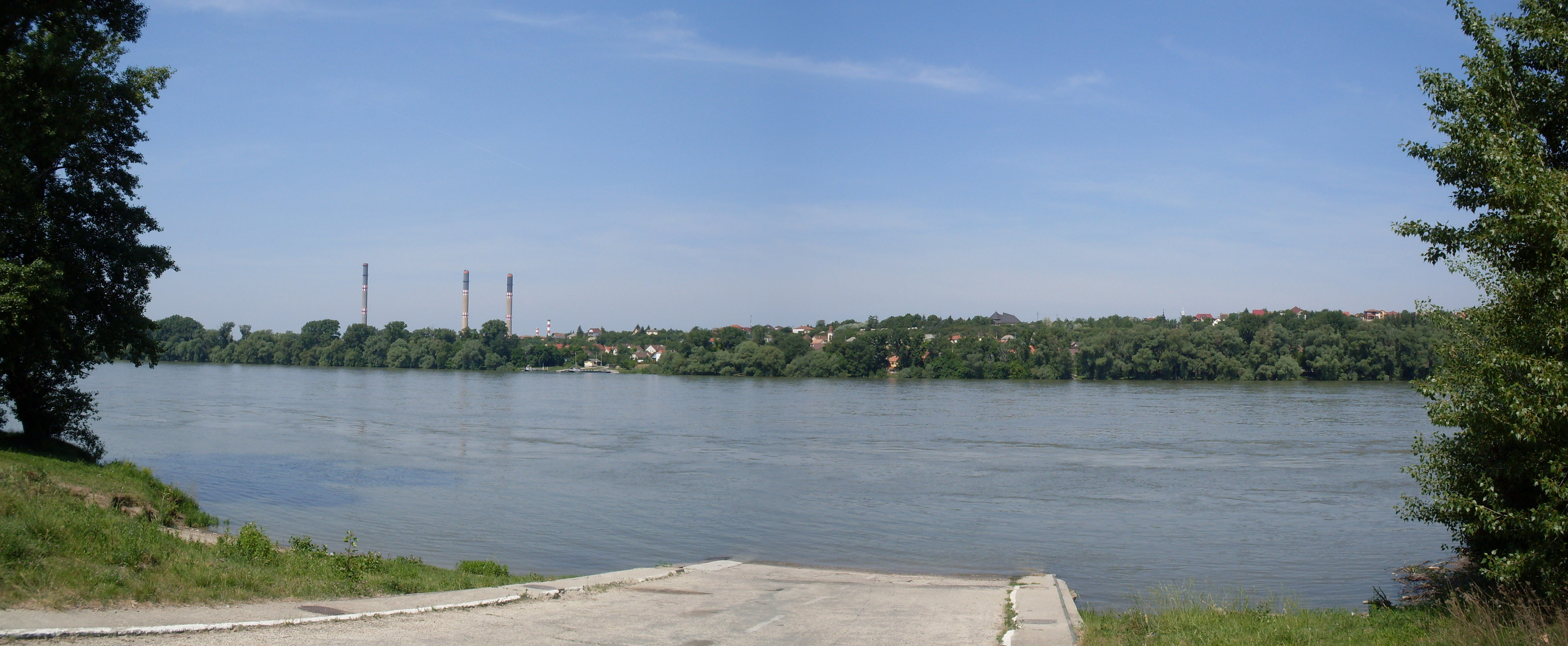
A város a tököli kompkikötő felöl